# Hranice produkčních možností

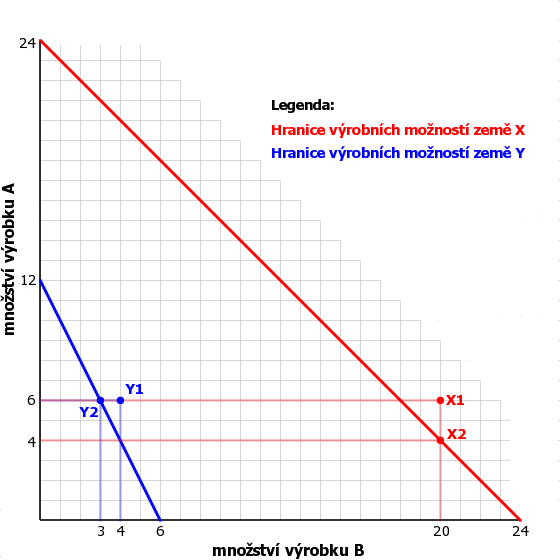
Dvě křivky hranice produkčních možností, červená země má vyšší kapitál, modrá nižší.

Hranice produkčních možností (anglicky: "production-possibility frontier") vyjadřuje rozdílné kombinace dvou různých statků, které může výrobce produkovat při plném využití daných zdrojů a při dané technologii. Vyjadřuje hranici mezi dosažitelnou a nedosažitelnou úrovní produkce.
Často se i v českých publikacích potkáme s anglickou zkratkou PPF (production-possibility frontier).
PPF je kombinace statků, které může ekonomika při svých celkově omezených zdrojích vyrábět. Ve zjednodušeném modelu jde o kombinace dvou statků, přičemž hranice výrobních možností je vyjádřena konkávní křivkou v důsledku klesající mezní míry transformace produktu.
Při rozhodování CO a JAK vyrábět si ekonomický subjekt volí míru produkce tak, aby byla vždy dosažena hranice produkčních možností (PPF), čímž předchází neefektivnosti výroby. PPF zobrazuje všechny maximálně dostupné kombinace statků, které mohou být vyrobeny při 100% využití daných zdrojů (tzn. výrobních faktorů (tj. práce, půda, kapitál, plus tzv. čtvrtý faktor).
PPF má povětšinou tvar vypouklé konkávní křivky, ale v případě výroby obou statků stejnou technologií má tvar přímky, přičemž. Vždy má negativní sklon a klesá směrem doprava, což je způsobeno omezeností (tj. vzácností) zdrojů.

## Mezní míra transformace produktu
Mezní míra transformace produktu (MRPT) je poměr, v němž je možno zaměňovat produkci výrobku Y a produkci výrobku X. Rovná se snížení produkce výrobku Y, které je nezbytné ke zvýšení produkce výrobku X o jednu jednotku.
Výpočet {\displaystyle MRPT=-{\frac {\triangle Y}{\triangle X}}}